# Dora Maar
Pour les articles homonymes, voir Maar (homonymie) et Markovitch.
Dora Maar, pseudonyme d’Henriette Theodora Markovitch, née le 22 novembre 1907 à Paris et morte le 16 juillet 1997 dans la même ville, est une photographe et artiste peintre française associée au surréalisme,.
Elle fut l'une des amantes et muses du peintre  Pablo Picasso, rôle qui a longtemps occulté l'ensemble de son œuvre.

## Biographie

### Famille
Henriette Theodora Markovitch naît le 22 novembre 1907, rue d'Assas à Paris. Elle est la fille unique de Josip Marković (es) (1874-1969), architecte croate qui a étudié à Zagreb, Vienne puis Paris, ville où il s'installe en 1896, et de Louise-Julie Voisin (1877-1942), originaire de Cognac (Charente) et catholique.
En 1910, la famille part pour Buenos Aires où le père a obtenu plusieurs commandes, dont l'ambassade d'Autriche-Hongrie ; son travail lui vaut d'être décoré par l'empereur François-Joseph Ier, même s'il fut « le seul architecte qui n'ait pas fait fortune à Buenos Aires. »

### Formation
En 1926, la famille revient à Paris. Dora Maar, pseudonyme qu'elle choisit au début des années 1930, suit les cours de l'Union centrale des arts décoratifs et de l'École de photographie[Laquelle ?]. Elle s'inscrit également à l'académie Julian et à l'École des Beaux-arts, qui ont l'avantage d'offrir le même enseignement aux femmes qu'aux hommes. Elle fréquente l'atelier d'André Lhote, où elle rencontre Henri Cartier-Bresson.
L'atelier cesse ses activités, et elle part, seule, à Barcelone puis à Londres, où elle photographie les effets de la dépression économique consécutive à la crise boursière de 1929 aux États-Unis. À son retour à Paris, et avec l'aide de son père, elle ouvre un autre atelier au 29 rue d'Astorg.

### Dora Maar photographe
Début 1930, elle installe un atelier de photographie rue Campagne-Première à Paris avec Pierre Kéfer, photographe et décorateur pour le film de Jean Epstein, La Chute de la maison Usher (1928). Elle fait la connaissance du photographe Brassaï, avec qui elle partage la chambre noire de l'atelier. Maar rencontre Louis-Victor Emmanuel Sougez, photographe travaillant pour la publicité, l'archéologie et directeur artistique du journal L'Illustration, qu'elle considère comme un mentor.
Vers 1930, elle entame une liaison avec le cinéaste Louis Chavance. Elle fréquente le groupe Octobre, formé autour de Jacques Prévert et de Lou Tchimoukow, deux Lacoudem proches de Louis Chavance. Max Morise fait lui aussi partie de la troupe d’Agitprop, après sa rupture avec le surréalisme.
Sa première exposition personnelle est organisée à la galerie Vanderberg, à Paris.
Par l'intermédiaire d'une association d'extrême gauche antistalinienne, Masses, dirigée par René Lefeuvre et administrée par Jacques Soustelle, ouverte aux marxistes et non-marxistes, avec le soutien, notamment, de Simone Weil, elle rencontre Georges Bataille, membre de cette association depuis octobre 1933, et devient son amante jusqu'en 1934. Après les manifestations fascistes du 6 février 1934 devant l'Assemblée nationale française, elle signe le tract Appel à la lutte rédigé à l'initiative d'André Breton.
Fin 1935, Dora Maar est engagée comme photographe de plateau sur le film de Jean Renoir, Le Crime de monsieur Lange. À cette occasion, Paul Éluard lui présente Pablo Picasso en janvier 1936 au café des Deux Magots. Leur liaison va durer près de huit années jusqu'en 1943 (année qui voit Françoise Gilot apparaître dans la vie du peintre), sans que Picasso ne rompe pour autant sa relation avec Marie-Thérèse Walter, mère de sa fille Maya. « La rupture se solde pour elle par une dépression nerveuse et l'exaspération de ses tendances mystiques. » Après une crise au cinéma La Pagode, elle est internée à l'hôpital Sainte-Anne, où on lui administre des électrochocs ; Éluard et Picasso refusent ce traitement et la confient à Jacques Lacan. Après une longue analyse, elle « poursuit son travail pictural qui rejette rapidement l'influence de Picasso ».
Dora Maar photographie les étapes de la création de Guernica, tableau que Picasso peint dans son atelier de la rue des Grands-Augustins de mai à juin 1937 ; Picasso a utilisé ces photographies dans son processus de création. Parallèlement, elle est le principal modèle de Picasso qui la représente le plus souvent en larmes ; elle-même réalise plusieurs autoportraits intitulés La Femme qui pleure. Dans l'épisode de Vénus s'épilait-elle la chatte ? dédié à la violence de Picasso, Julie Beauzac analyse : « Picasso l’humiliait quotidiennement, il la frappait et parfois jusqu’à ce qu’elle perde connaissance. La série Femme qui pleure la présente sous les traits cubiques d’un visage déformé par la douleur et l’angoisse. »

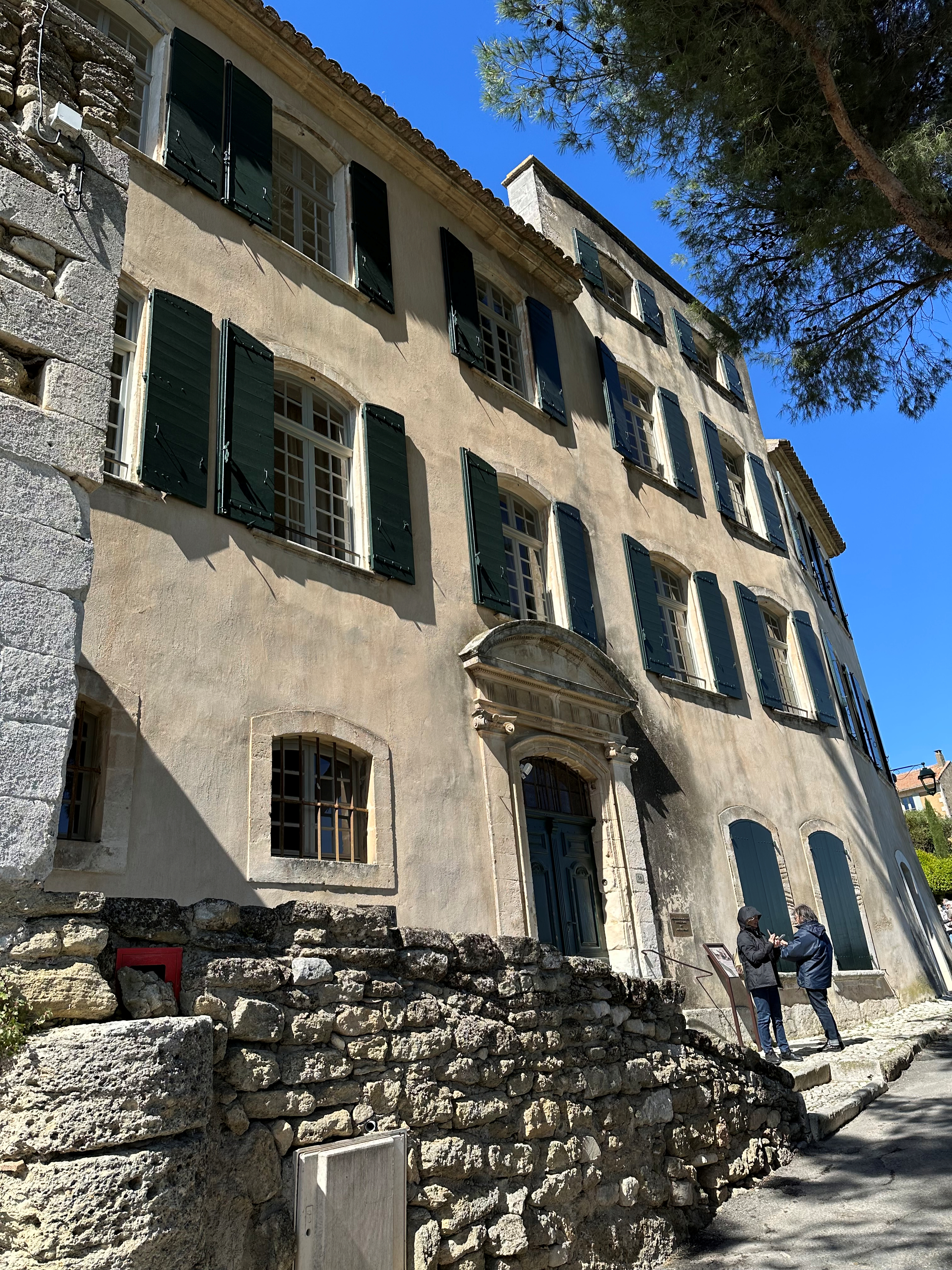
Ancienne villa de Dora Maar à Ménerbes.

Ce sont cependant les travaux de la période surréaliste qui demeurent les plus recherchés par les amateurs : Portrait d'Ubu (1936), 29 rue d'Astorg, Sa sœur noire, collages ou photomontages. Portrait d'Ubu deviendra même un symbole de ce mouvement, par son titre, référence au Père Ubu, personnage inventé par Alfred Jarry, qui symbolise les bas instincts de l'homme, et par la composition énigmatique de cette image absurde qui serait un fœtus de tatou.
Dora Maar est victime de violences conjugales comme nombre des maîtresses de Picasso. Plusieurs historiens et spécialiste de l'art considèrent aujourd'hui que c'est Picasso qui a détruit sa carrière et sa santé mentale,,. Sa liaison avec Picasso s'achève en 1943, bien qu'ils se revoient épisodiquement jusqu'en 1946. Ainsi le 19 mars 1944, elle tient le rôle de l'Angoisse grasse, lors de la lecture chez Michel Leiris de la première pièce de Picasso, Le Désir attrapé par la queue, conduite par Albert Camus. En 1944, par l'intermédiaire de Paul Éluard, Dora Maar rencontre Jacques Lacan, qui la soigne de sa dépression nerveuse. Picasso lui achète une maison à Ménerbes, dans le Vaucluse, où elle se retire et vit seule. Elle se tourne vers la religion catholique, rencontre le peintre Nicolas de Staël qui habite le même village et peint des tableaux abstraits.

### Dora Maar peintre
L'œuvre peint de Dora Maar reste méconnue jusqu'à la vente posthume, organisée en 1998-1999, qui fait découvrir au public et aux professionnels une production très personnelle qui n'avait jamais quitté son atelier.
Maar abandonne la photographie pour la peinture aux côtés de Picasso. Mais c'est à partir de la douloureuse séparation d'avec lui qu'elle devient vraiment peintre. Les œuvres tragiques figuratives, telles le Portrait d'Éluard, ou l'Autoportrait à l'enfant de 1946, traduisent, par des tons sombres, la douleur des années d'après-guerre[Selon qui ?].
Après des années de lutte, entre dépressions et mysticisme, l'enfermement volontaire de Dora Maar avec ses souvenirs connaît une brève embellie dans les années 1960 à 1970, avec des grands formats abstraits aux couleurs chatoyantes. Mais c'est à partir des années 1980 que l'artiste peintre s'exprime pleinement dans ses multiples tableaux du Luberon, où les paysages sauvages autour de sa maison de Ménerbes, balayés de nuages et de vent, révèlent avec force la lutte d'une artiste aux prises avec les fantômes de son passé[Selon qui ?].
De 1946, année de sa séparation d'avec Picasso, jusqu’à son décès en 1997, elle partage son temps entre Ménerbes et Paris où elle vit pauvrement, recluse, 6 rue de Savoie, non loin des Grands-Augustins. Devenue antisémite et homophobe, elle s'est coupée volontairement de ses anciens amis dans les dix dernières années de sa vie,.
En 1990, Marcel Fleiss expose, dans sa galerie rue de Penthièvre à Paris, une série de ses tableaux.

### Mort
Morte dans l'anonymat en 1997 à l'Hôtel-Dieu, Dora Maar est inhumée au cimetière communal de Clamart, dit cimetière du Bois-Tardieu.
Elle n'a pas eu d'enfants. Ses héritiers indirects sont retrouvés après une longue enquête. La succession donne lieu à une première vente aux enchères en 1998, à la maison de la Chimie (Paris), qui réalise 214 millions de francs de bénéfices. Une seconde vente aux enchères a lieu en juin 2022 à partir d'un reliquat de 750 photographies, organisée par Artcurial à l'hôtel Marcel-Dassault (Paris).

## Postérité
En 2019, au Centre Pompidou de Paris, une exposition temporaire (5 juin - 29 juillet) rend hommage à Dora Maar en présentant ses travaux photographiques et l'influence que l'artiste a eu au cours du temps. C'est la plus grande rétrospective sur l'artiste en France à cette occasion,,.

## LeMonument à Guillaume Apollinaire
Le Monument à Guillaume Apollinaire (1959), ou Tête de femme (Dora Maar) (en), érigé dans le square Laurent-Prache à Paris, est une sculpture en bronze de 80 kg de Pablo Picasso qui portraiture Dora Maar.
La tête en bronze est volée en 1999 et une enquête est ouverte à Paris. Elle est retrouvée dans un fossé à Osny (Val-d'Oise) par un employé municipal. La mairie d'Osny ignorant l'origine de cette sculpture déclare la découverte et l'expose dans le hall d'entrée de la mairie. En 2001, M. Tomaselli, visitant la mairie, s'étonne qu'un Picasso y soit exposé. Quelques mois plus tard, il reconnaît l'œuvre dans un livre et prévient la mairie de Paris, qui la récupère et la réinstalle dans le square Laurent-Prache après restauration,.

## Œuvres

### Photographie
Note : tirage aux sels d'argent, sauf mention contraire.
- Vous revoilà mon amour, autoportrait avec la tête d'un squelette, 1927, tirage sépia au sel d'argent, 5,2 × 8,2 cm[35]
- Autoportrait au ventilateur, sans date, tirage par contact au sel d'argent, 10,6 × 6,3 cm[36]
- Double portrait avec effet de chapeau, 1930, photomontage, 29,8 × 23,8 cm[37]
- Série de photographies du Mont Saint-Michel, en collaboration avec Pierre Kéfer pour l'illustration d'un livre du critique d'art Germain Bazin, 1931[38]
- Paris pris en plongée, sans date, trois tirages par contact au sel d'argent, 10,4 × 6,2 cm chacun[10]
- Orgues rocheuses, sans date[39]
- Arums, 1930, 23,4 × 20,4 cm[40]
- Barcelone, 1934, 23,2 × 26 cm[41]
- Money and morals, 1934, 24 × 18,2 cm[42]
- No dole, 1934, 39,3 × 29,6 cm[43]
- Sans titre : main sortant d'un coquillage sous un ciel d'orage », photomontage, 1934, tirage par contact au sel d'argent, 24 × 17,8 cm[44]
- Les Années vous guettent, 1934, portrait de Nusch Éluard avec la surimpression d'une toile d'araignée, 24 × 18,2 cm[45]
- Marionnette accrochée à une palissade, 1934, 27,3 × 23,2 cm[46]
- Naïade du Pont Mirabeau, 1934, 27,6 × 24 cm[46]
- Publicité pour la lotion capillaire Pétrole Hahn : un voilier miniature voguant sur un océan de cheveux, en collaboration avec Pierre Kéfer, 1935, 29,9 × 25 cm[47]
- Baigneuse en maillot avec surimpression de l'eau de la piscine, 1935, photomontage, 30 × 28,5 cm[48]
- Jambes I & II, 1935, deux tirages, 28,5 × 22,5 cm chacun[49]
- Jeux interdits, 1935, photomontage, 25,9 × 21,3 cm[50]
- Action surréaliste à la galerie Gradiva, 35, rue de Seine, 1935, 20 × 19,7 cm[51]
- Grotesque, 1935, 18,2 × 24 cm[52]
- L'Objet invisible dans l'atelier d'Alberto Giacometti, 1936, 21,5 × 16 cm[53]
- Mannequin tenant une mandoline, 1936, tirage coloré à la main, 27,8 × 21,4 cm[54]
- Mannequin avec une grande étoile à la place de la tête, 1936, 29,6 × 16,8 cm[55]
- 29 rue d'Astorg, 1936, photomontage, deux versions, 29,4 × 24,4 cm[56]
- Le Simulateur, 1936, photomontage, 27 × 24,4 cm[57]
- Le Silence, 1936, photomontage, 27,6 × 22 cm[58]
- Liberté, 1936, photomontage, 29,7 × 23,9 cm[59]
- Portrait d'Ubu, 1936, 24 × 18 cm[1]
- Reportage sur l'évolution de Guernica, mai-juin 1937, neuf tirages, de 19 × 29 cm à 24 × 30 cm[60]

#### Portrait photographique
- Assia, 1934[61]
- Jean-Louis Barrault, 1936 ou 37[62]
- Christian Bérard, 1935[63]
- André Breton, après 1980, photogramme[64]
- André Breton, Jacqueline Lamba, Paul et Nusch Éluard, septembre 1937[65]
- Jean Cocteau, 1935[66]
- René Crevel[2]
- Lise Deharme, après 1980, photogramme[64]
- Nusch Éluard[67]
- Paul Éluard et Picasso, septembre 1937[68]
- Leonor Fini, 1936, 30,5 × 24 cm[69],[70]
- Georges Hugnet, 1936[71]
- Jacqueline Lamba, 1935[72]
- Marie-Laure de Noailles, 1940[73]
- Picasso[74]
- Pierre et Jacques Prévert, 1936[16]
- Yves Tanguy[71]

### Peinture
Note : huile sur toile, sauf mention contraire.
- Portrait de Pablo Picasso, 1936, deux tableaux, 65 × 54 cm et 65 × 54,5 cm[75],[76]
- La Femme qui pleure, 1937, 55 × 46 cm[2]
- La Femme qui pleure au chapeau rouge, 1937, 61 × 50 cm[77]
- La Femme qui pleure sur fond rouge, 1937, 65 × 54 cm[78]
- La Femme qui pleure sous une lampe, 1937, 55 × 38 cm[79]
- Portrait de Pablo Picasso au chapeau noir, 3 novembre 1939, 61 × 50 cm[80]
- Visage cubiste, 1939, huile sur panneau, 67 × 60 cm[81]
- Portrait de Pablo Picasso au miroir, sans date, 60 × 50 cm[82]
- Portrait de Jacqueline Breton, sans date, 92 × 73 cm[83]
- Homme et arbre rose, janvier 1939, 65 × 54 cm[84]
- Le Réveil, 9 août 1940, 24 × 35 cm[85]
- Composition au réveil, 20 avril 1943, 81 × 65 cm[86]
- Les Quais de la Seine, 5 juin 1944, 81 × 100 cm[87]
- Portrait d'Alice B. Toklas, 1946[n 6]
- Buste de femme, sans date, 41 × 33 cm[89]
- Double portrait, sans date, 55 × 46 cm[89]
- James Lord, juillet 1954, esquisse au crayon, 50 × 33,5 cm[90]
- Ciel et montagne, sans date, 46 × 38 cm[91]
- Grand ciel blanc, sans date, 55 × 46 cm[91]
- Paysage et ciel, sans date, 46 × 55 cm[92]

### Illustration
- Sol de la montagne d'André du Bouchet, 1961, avec quatre eaux-fortes[93]

### Écrit
- Poèmes inédits écrits sur un carnet conservé à Paris au Centre historique des Archives nationales[réf. nécessaire].